# Parlement van Zuid-Ossetië
Het Parlement van Zuid-Ossetië (Russisch: Парламент Республики Южная Осетия) is de wetgevende macht van de deels erkende Republiek Zuid-Ossetië en functioneert in een presidentieel systeem. Het zetelt in hoofdstad Tschinvali en wordt niet door Georgië erkend, noch door de overgrote meerderheid van de internationale gemeenschap.
Zuid-Ossetië heeft een meerpartijenstelsel. Na de verkiezingen van 2024 werden vier partijen vertegenwoordigd in het parlement, naast een negental partijloze parlementsleden die via een enkelvoudig district werden gekozen.

## Naamgeving
Van 1990 tot 1993 heette het parlement Opperste Sovjet en tussen 1993 en 1996 Staatsraad (Staat Nychas, Паддзахадон Ныхас, Padzahadon Nychas of Госныхас, Gosnychas). Daarna werd gekozen voor een internationaal bekendere aanduiding, 'parlement'.

## Voorzitter

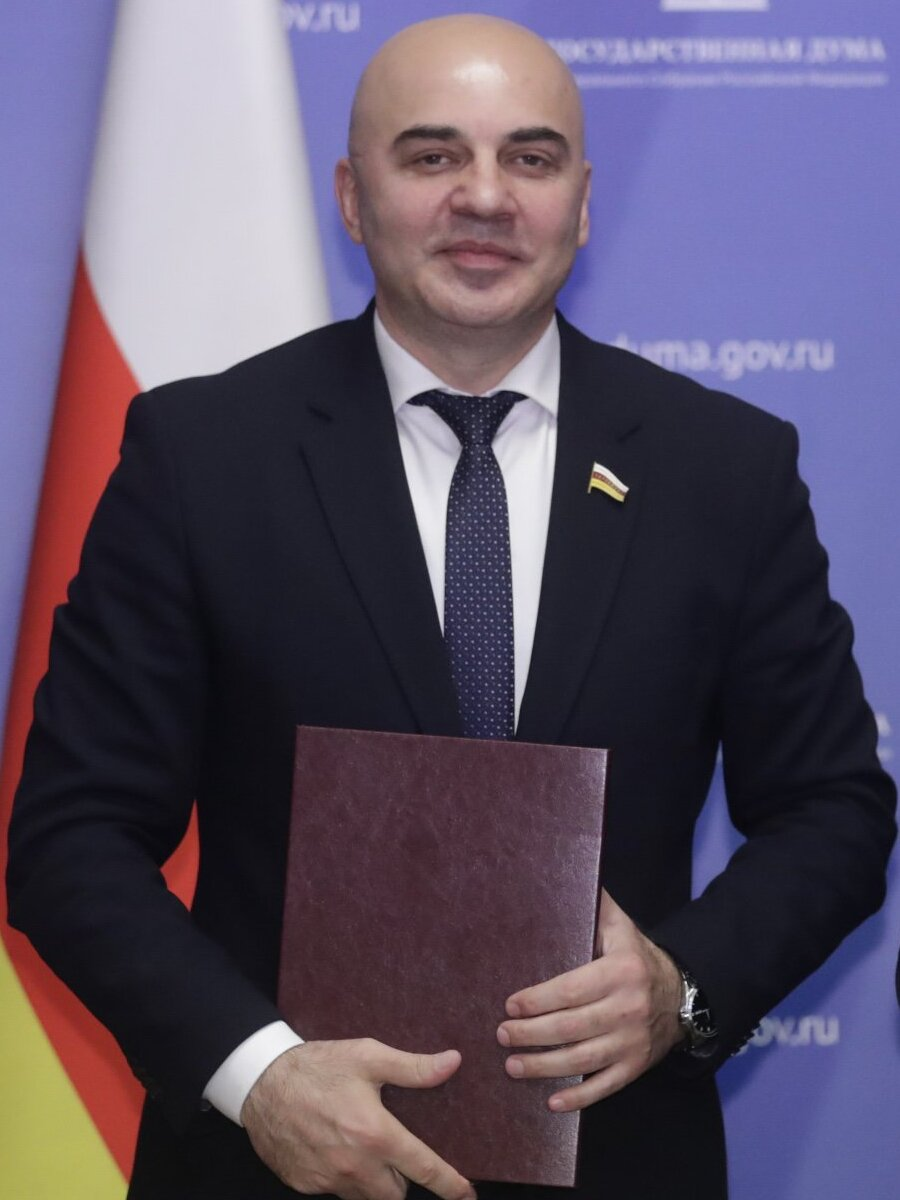
Voormalig voorzitter Alan Alborov, oprichter van de partij Nychas.

Het parlement wordt voorgezeten door een uit de leden gekozen parlementsvoorzitter. Na de verkiezingen van 2024 werd Alan Margiev op 24 juni 2024 door het nieuwe parlement verkozen tot voorzitter. Hij volgde Alan Alborov op, de oprichter van Nychas en voormalig burgemeester van Tschinvali, die 15 september 2022 voorzitter was. Alborov werd verkozen nadat zijn voorganger Alan Tadtaev van Verenigd Ossetië door president Alan Gaglojev gedwongen werd op te stappen.

## Kiesstelsel
Het eenkamerparlement heeft 34 leden die voor een periode van vijf jaar door de bevolking worden gekozen. Sinds 2019 gebeurt dit middels een gemengd kiessysteem, waarin 17 leden worden gekozen via enkelvoudige districten en 17 leden door middel van evenredige vertegenwoordiging via partijlijsten.

## Verkiezingen
Elke vijf jaar wordt een nieuw parlement gekozen in de zelfverklaarde republiek Zuid-Ossetië. Deze verkiezingen worden door Georgië als illegaal gezien en worden derhalve niet erkend. De internationale gemeenschap, met name de westerse bondgenoten en de OVSE, volgt Georgië in grote meerderheid hierin. De OVSE stuurt geen verkiezingswaarnemers. De autoriteiten in Zuid-Ossetië rekruteren echter in samenwerking met Rusland onofficiële waarnemers uit sympathiserende kringen. Deze komen uit landen die Zuid-Ossetië erkennen, zoals Rusland, Venezuela of Syrië, maar ook uit EU-lidstaten. Hieronder een overzicht van alle verkiezingen en parlementssamenstellingen.

### Achtste Parlement (2024-2029)
Voor de verkiezingen voor het achtste parlement op 9 juni 2024 werden zeven deelnemende partijen geregistreerd. De deelname van vijf andere partijen werd geweigerd. In totaal werden 185 kandidaten geregistreerd, waarvan 112 voor de enkelvoudige districten. Er was een gemengd kiessysteem van toepassing, waarin 17 leden werden gekozen via enkelvoudige districten en 17 leden door middel van evenredige vertegenwoordiging via partijlijsten, met een kiesdrempel van 7%. Aanvankelijk werden ruim 29.000 kiezers geregistreerd, ruim 6.000 minder dan in 2019, maar bij de definitieve uitslag werden 34.333 kiesgerechtigden gerapporteerd.
Verenigd Ossetië van voormalig president Anatoli Bibilov won 31,7% van de stemmen, op korte afstand gevolgd door Nychas van president Alan Gaglojev die 30,6% van de stemmen kreeg. De Volkspartij en de Communistische Partij behaalden ook de kiesdrempel van 7%, maar drie andere partijen bleven daaronder. Bij de definitieve uitslag werd een opkomst van 68,9% gemeld. Er kon tevens in Moskou en Vladikavkaz gestemd worden. In Vladikavkaz werden stembiljetten met "verdwijnende inkt" gerapporteerd, waardoor 733 van de 2.624 stembiljetten (28%) afgekeurd werden. Nychas won daarnaast vier districten en wist kort na de verkiezingen ook de steun te verwerven van meerdere onafhankelijke kandidaten. De partij claimde daarmee een meerderheid van 19 zetels, genoeg om zonder hun coalitiegenoot Volkspartij te regeren. Nychas had in naam in negen districten kandidaten in de race, maar had ook zogenaamd onafhankelijke kandidaten ingezet, waarbij deze verborgen hielden namens wie ze eigenlijk meededen.
De verkiezingen werden door de Georgische regering en internationale partners veroordeeld als "onwettig" en een "grove schending van de soevereiniteit en territoriale integriteit van Georgië binnen zijn internationaal erkende grenzen".
|                                                                            | Verenigd Ossetië             | 6.942  | 31,74 | 6  | 1  | 7  | -7 |
|                                                                            | Nychas                       | 6.690  | 30,59 | 6  | 4  | 10 | +6 |
|                                                                            | Volkspartij van Zuid-Ossetië | 3.514  | 16,07 | 3  | 2  | 5  | 0  |
|                                                                            | Communistische Partij        | 1.557  | 7,12  | 2  | 1  | 3  | +1 |
|                                                                            | Iry Farn                     | 1.038  | 4,75  | 0  | 0  | 0  | 0  |
|                                                                            | Eenheid van het volk         | 918    | 4,20  | 0  | 0  | 0  | -3 |
|                                                                            | Eenheidspartij               | 409    | 1,87  | 0  | 0  | 0  | 0  |
|                                                                            | Onafhankelijken              |        |       |    | 9  | 9  | +3 |
| Tegen iedereen                                                             | Tegen iedereen               | 800    | 3,66  | -  | -  | -  | -  |
| Totaal                                                                     | Totaal                       | '      | '     | 17 | 17 | 34 | 0  |
|                                                                            |                              |        |       |    |    |    |    |
| Geldige stemmen                                                            | Geldige stemmen              | 21.868 |       |    |    |    |    |
| Ongeldige stemmen                                                          | Ongeldige stemmen            | 1.795  |       |    |    |    |    |
| Totale stemmen                                                             | Totale stemmen               | 23.663 |       |    |    |    |    |
| Kiesgerechtigden / opkomst                                                 | Kiesgerechtigden / opkomst   | 34.333 | 68,92 |    |    |    |    |
| Bronnen: Verkiezingscommissie CIK RUO, RES Agency, OC-Media, Ekho Kavkaza. |                              |        |       |    |    |    |    |

### Zevende Parlement (2019-2024)

Parlement van Zuid-Ossetië 2014-2019
Verenigd Ossetië (20)
Volkspartij van Zuid-Ossetië (4)
Nychas (4)
Eenheid van het volk (6)

De verkiezingen voor het zevende parlement werden op 9 juni 2019 gehouden. De opkomst was ruim 66%. Door een electorale hervorming werd er gestemd met een gemengd een kiessysteem waarin 17 leden worden gekozen via enkelvoudige districten en 17 leden door middel van evenredige vertegenwoordiging via partijlijsten met een kiesdrempel van 7%. Opvallend: kiezers konden ook een stem "tegen alle kandidaten" uitbrengen.
De regerende Verenigd Ossetië verloor als gevolg van de verkiezingen de meerderheid in het parlement. Het leunt sindsdien op gedoogsteun van 3 onafhankelijken, maar komt hiermee een zetel tekort voor een meerderheid. Het parlement kreeg in 2021 te maken met een constitutionele crisis door boycottende parlementsleden na de dood van een gevangene. Parlementsleden probeerden in januari 2022, drie maanden voor geplande presidentsverkiezingen, president Anatoli Bibilov tevergeefs uit het ambt te zetten naar aanleiding van een hoogopgelopen dispuut over de parlementscommissie die de grensdemarcatie met Georgië moest onderzoeken. Bibilov werd verweten dat hij 200 km² territorium dat aan Zuid-Ossetië zou toebehoren aan Georgië had weggegeven.
|                               | Verenigd Ossetië                  | 7.778  | 34,96  | 7  | 7  | 14 | -6 |
|                               | Volkspartij van Zuid-Ossetië      | 4.849  | 21,79  | 4  | 1  | 5  | +1 |
|                               | Nychas                            | 3.198  | 14,37  | 3  | 1  | 4  | 0  |
|                               | Eenheid van het volk              | 2.883  | 12,96  | 2  | 1  | 3  | -3 |
|                               | Communistische Partij             | 1.622  | 7,29   | 1  | 1  | 2  | +2 |
|                               | Socialistische Partij "Vaderland" | 710    | 3,19   | 0  | 0  | 0  | 0  |
|                               | Eenheidspartij                    | 630    | 2,83   | 0  | 0  | 0  | 0  |
|                               | Onafhankelijken                   |        |        |    | 6  | 6  | +6 |
| Tegen iedereen                | Tegen iedereen                    | 578    | 2,60   | -  | -  | -  | -  |
| Totaal                        | Totaal                            | 22.249 | 100,00 | 17 | 17 | 34 | 0  |
|                               |                                   |        |        |    |    |    |    |
| Geldige stemmen               | Geldige stemmen                   | 22.249 |        |    |    |    |    |
| Ongeldige / verloren stemmen  | Ongeldige / verloren stemmen      | 1.122  |        |    |    |    |    |
| Totale stemmen                | Totale stemmen                    | 23.351 |        |    |    |    |    |
| Kiesgerechtigden / opkomst    | Kiesgerechtigden / opkomst        | 35.254 | 66,24  |    |    |    |    |
| Bronnen: RES Agency, OC Media |                                   |        |        |    |    |    |    |

### Zesde Parlement (2014-2019)

Parlement van Zuid-Ossetië 2014-2019
Verenigd Ossetië (20)
Volkspartij van Zuid-Ossetië (4)
Nychas (4)
Eenheid van het volk (6)

Het zesde parlement werd op 8 juni 2014 gekozen, door middel van een geheel proportionele stembusgang op basis van partijlijsten en een kiesdrempel van 7%. De nieuwe partij Verenigd Ossetië, geleid door Anatoli Bibilov die in 2011 de presidentsverkiezing in de tweede ronde verloor en succesvol protest aantekende tegen de uitslag, won de absolute meerderheid met 20 zetels. Er werden daarnaast nog twee nieuwe partijen gekozen. De regerende Eenheidspartij van president Edoeard Kokojti en de Communistische Partij gingen roemloos ten onder en verdwenen uit het parlement.
|                              | Verenigd Ossetië                  | 9.083  | 43,10  | 20 | Nieuw |  |  |
|                              | Eenheid van het volk              | 2.790  | 13,24  | 6  | Nieuw |  |  |
|                              | Volkspartij van Zuid-Ossetië      | 1.915  | 9,09   | 4  | -5    |  |  |
|                              | Nychas                            | 1.574  | 7,47   | 4  | Nieuw |  |  |
|                              | Nieuw Ossetië                     | 1.267  | 6,01   | 0  | Nieuw |  |  |
|                              | Eenheidspartij                    | 1.219  | 5,78   | 0  | -17   |  |  |
|                              | Communistische Partij             | 890    | 4,22   | 0  | -8    |  |  |
|                              | Thuisland                         | 802    | 3,81   | 0  | Nieuw |  |  |
|                              | Socialistische Partij "Vaderland" | 658    | 3,12   | 0  | 0     |  |  |
| Totaal                       | Totaal                            | 20.198 | 100,00 | 34 | 0     |  |  |
|                              |                                   |        |        |    |       |  |  |
| Geldige stemmen              | Geldige stemmen                   | 20.198 |        |    |       |  |  |
| Ongeldige / verloren stemmen | Ongeldige / verloren stemmen      | 874    |        |    |       |  |  |
| Totale stemmen               | Totale stemmen                    | 21.072 |        |    |       |  |  |
| Kiesgerechtigden / opkomst   | Kiesgerechtigden / opkomst        | 35.133 | 59,98  |    |       |  |  |
| Bronnen: RES Agency,         |                                   |        |        |    |       |  |  |

### Vijfde Parlement (2009-2014)

Parlement van Zuid-Ossetië 2009-2014
Eenheidspartij (17)
Volkspartij van Zuid-Ossetië (9)
Communistische Partij (8)

Het vijfde parlement werd op 31 mei 2009 gekozen, door middel van een geheel proportionele stembusgang op basis van partijlijsten en een kiesdrempel van 7%. De enkelvoudige districten waren afgeschaft alsmede de vier aparte mandaten voor de gebieden in Zuid-Ossetië die tot 2008 onder Georgisch gezag stonden.
|                              | Eenheidspartij                    | 21.246 | 47,53  | 17 | -3 |  |  |
|                              | Volkspartij van Zuid-Ossetië      | 10.345 | 23,14  | 9  | +7 |  |  |
|                              | Communistische Partij             | 10.194 | 22,80  | 8  | +4 |  |  |
|                              | Socialistische Partij "Vaderland" | 2.918  | 6,53   | 0  | 0  |  |  |
|                              | Onafhankelijken                   |        |        | 0  | -4 |  |  |
| Georgische gemeenschap       | Georgische gemeenschap            |        |        | 0  | -4 |  |  |
| Totaal                       | Totaal                            | 44.703 | 100,00 | 34 | 0  |  |  |
|                              |                                   |        |        |    |    |  |  |
| Geldige stemmen              | Geldige stemmen                   | 44.703 |        |    |    |  |  |
| Ongeldige / verloren stemmen | Ongeldige / verloren stemmen      | 1.110  |        |    |    |  |  |
| Totale stemmen               | Totale stemmen                    | 45.813 |        |    |    |  |  |
| Kiesgerechtigden / opkomst   | Kiesgerechtigden / opkomst        | 55.980 | 81,84  |    |    |  |  |
| Bronnen: RES Agency.         |                                   |        |        |    |    |  |  |

### Vierde Parlement (2004-2009)

Parlement van Zuid-Ossetië 2004-2009
Eenheidspartij (20)
Communistische Partij (4)
Volkspartij van Zuid-Ossetië (2)
Onafhankelijken (4)
Onbezet, Georgische gemeenschap (4)

Het vierde parlement werd op 23 mei 2004 gekozen, door middel van een gemengd systeem. Van de 34 zetels werden 15 verkozen door evenredige vertegenwoordiging via partijlijsten en 15 via enkelvoudige districten. Vier zetels waren gereserveerd voor de gebieden in Zuid-Ossetië die onder Georgisch gezag stonden. In 2009, de eerste verkiezing na de Russisch-Georgische Oorlog waarbij Georgië het laatste gezag over Zuid-Ossetië verloor, werd van dit systeem afgestapt. De inwoners van de Georgisch gecontroleerde gebieden boycotten de verkiezing, waardoor deze districtszetels net als in 1999 ongevuld bleven. De Georgische activistische beweging Kmara ("Genoeg!") die een rol speelde in de Georgische Rozenrevolutie een half jaar eerder was present in de regio, en had ook Ossetische participanten onder zich.
De Eenheidspartij van president Edoeard Kokojti behaalde de meeste stemmen (54,6%) en versloeg de regerende Communistische Partij die 24,7% behaalde. De pas opgerichte Volkspartij van Zuid-Ossetië kreeg 11,4% van de stemmen. De laatste gerapporteerde opkomst was 52% om 13:00 uur waarmee de verkiezing de geldigheidsdrempel van 50%+1 behaalde.
|                                                      | Eenheidspartij                   |        | 54,6  | 9  | 11 | 20 | Nieuw |
|                                                      | Communistische Partij            |        | 24,7  | 4  | 0  | 4  |       |
|                                                      | Volkspartij van Zuid-Ossetië     |        | 11,4% | 2  | 0  | 2  | Nieuw |
|                                                      | Onafhankelijken                  |        |       |    |    | 4  |       |
| Tegen iedereen                                       | Tegen iedereen                   |        | 2,90  | -  | -  | -  | -     |
| Onbezet (Georgische gemeenschap)                     | Onbezet (Georgische gemeenschap) |        |       | 0  | 0  | 4  |       |
| Totaal                                               | Totaal                           |        |       | 15 | 15 | 34 |       |
|                                                      |                                  |        |       |    |    |    |       |
| Totale stemmen                                       | Totale stemmen                   | 22.407 |       |    |    |    |       |
| Kiesgerechtigden / opkomst                           |                                  |        |       |    |    |    |       |
| Bronnen: Caucasian Knot; International Crisis Group; |                                  |        |       |    |    |    |       |

### Derde Parlement (1999-2004)
De verkiezingen van 12 mei 1999 werden gehouden onder een veranderd stelsel: de 34 zetels werden gekozen volgens een gemengd systeem van evenredige vertegenwoordiging via partijlijsten (11 zetels) en enkelvoudige districten (23 zetels). De districtszetels waren verdeeld over de bestuurlijke districten: de stad Tschinvali (8), het rurale district Tschinvali (3), Dzau (3), Znaur (3) en Leningor (1). Vijf districtszetels waren gereserveerd voor de Georgisch bevolkte en gecontroleerde gebieden in Zuid-Ossetië, maar zij boycotten de verkiezing.
De Communistische Partij behaalde met 47,7% de meeste stemmen en won daarmee 12 zetels verspreid over 7 proportionele en 5 districtszetels. In deze parlementsperiode werd de grondwet herzien en in 2001 in een referendum aan de bevolking voorgelegd.
|                                    | Communistische Partij             |  | 47,7 | 7  | 5  | 12 |  |
|                                    | Socialistische Partij "Vaderland" |  | 9,6  |    |    | 3  |  |
|                                    | Styr Nykhas                       |  | 8,9  |    |    | 4  |  |
|                                    | Nationaal Democratische Partij    |  | 3,6  |    |    | 1  |  |
|                                    | Adamon Tsadis                     |  | 2,5  |    |    | 1  |  |
|                                    | Onafhankelijken                   |  |      |    | 8  | 8  |  |
| Onbezet (Georgische gemeenschap)   | Onbezet (Georgische gemeenschap)  |  |      | -  | 5  | 5  |  |
| Totaal                             | Totaal                            |  |      | 11 | 23 | 34 |  |
|                                    |                                   |  |      |    |    |    |  |
| Totale stemmen                     |                                   |  |      |    |    |    |  |
| Kiesgerechtigden / opkomst         |                                   |  |      |    |    |    |  |
| Bronnen: Anticompromat en anderen. |                                   |  |      |    |    |    |  |

### Tweede Parlement (1994-1999)
Op 27 maart 1994 werden de tweede Zuid-Ossetische parlementsverkiezingen gehouden, waarbij de Communistische Partij 47,2% van de stemmen behaalde, genoeg voor 19 van de 36 zetels. Het volgde hiermee het nationalistische Volksfront (Adaemon Nychas) op als regeringspartij.

### Eerste Parlement (1990-1994)
Op 9 december 1990 werd tegen de wens van de Georgische Sovjet autoriteiten de eerste verkiezing in Zuid-Ossetië gehouden voor een parlement van de op 20 september 1990 eenzijdig uitgeroepen Zuid-Ossetische Democratische Sovjetrepubliek (een volwaardige SSR, onafhankelijk van de Georgische SSR). Dit parlement bestond uit 64 afgevaardigden. Er werd door de Zuid-Osseten een opkomst van 72% geclaimd, meer dan het Ossetische bevolkingsaandeel in de regio. Na de verkiezingen verklaarden de Zuid-Osseten, onder leiding van het nationalistische Volksfront (Adaemon Nychas), zich op 11 december 1990 bestuurlijk ondergeschikt aan Moskou in plaats van Tbilisi.
De nieuw gevormde regering in Tbilisi van de nationalistische Georgische leider Zviad Gamsachoerdia en zijn Ronde Tafelcoalitie trok op diezelfde dag de Zuid-Osseetse autonomie in, in een escalatie van ontwikkelingen in het Georgisch-Ossetisch conflict dat een paar weken later uitmonde in de burgeroorlog in Zuid-Ossetië.

## Lijst van voorzitters
Tot 27 november 1996 was de parlementsvoorzitter tevens staatshoofd.
- Alan Margiev (2024-)[2]
- Alan Alborov (2022 - 2024)[3][4]
- Alan Tadtaev (2019 - 2022)[48]
- Pjotr Gassijev (2017 - 2019)
- Inal Mamijev (2017)
- Anatoli Bibilov (2014 - 2017)
- Stanislav Kotsjijev (3e termijn) (2012 - 2014)
- Zoerab Kokojev (waarnemend) (2011 - 2012)
- Stanislav Kotsjijev (2e termijn) (2009 - 2011)
- Znaur Gassijev (2e termijn) (2004 - 2009)
- Stanislav Kotsjijev (1999 - 2004)
- Kosta Dzoegajev (1996 - 1999)
- Ljoedvig Tsjibirov (23 september 1993 - 27 november 1996)
- Torez Koeloembegov (29 december 1991 – 23 september 1993)
- Znaur Gassijev (26 november 1991 – 29 december 1991)